# Angelo Finaldi
Pour les articles homonymes, voir Finaldi.
Angelo Finaldi est un auteur-compositeur-interprète, arrangeur et musicien (en particulier guitariste et bassiste) québécois né à Naples en Italie en 1950, naturalisé canadien à l’âge de 11 ans, en 1961.

## Biographie

### Début de carrière
C’est au Québec, et en français, que l’auteur-compositeur-interprète d’origine italienne Angelo Finaldi décide de faire carrière dans le monde de la musique. Très jeune, en 1968, il débute comme guitariste et compositeur pour divers groupes québécois, dont « Trixie & The In’Mates » et « Les Sinners », avant de devenir en 1969 l’un des principaux membres de la formation « La Révolution Française ». Sur des musiques d’Angelo et d’un autre membre du groupe, Richard Tate, François Guy (le chanteur de la formation) écrit les paroles d’un titre qui deviendra la principale chanson de « La Révolution Française » ainsi que l’un des plus gros succès de cette année-là : la chanson « Québécois » (« Québécois, nous sommes Québécois »). Le groupe assure au Forum de Montréal la première partie du légendaire groupe rock « The Doors » en septembre 1969 et, plus tard, du groupe « The Who », mais le circuit du rock étant limité au Québec à cette époque, la formation dépose les armes au début de l’année 1970.
Angelo Finaldi poursuit sa route comme compositeur et musicien, et avec son compagnon Richard Tate, il se rend en Europe pour travailler auprès de Joe Dassin et de Johnny Hallyday, et cela après la création du groupe « Les Araignées Chromées », qui ne va durer que très brièvement. Pour Hallyday, Finaldi joue de la basse, et lui compose la chanson « Le sorcier, le maudit ». Mais après un court séjour à Londres où il enregistre un 45 tours (« 2 Flight 2 »), il revient au Québec, et travaille auprès de Tony Roman et de Michel Pagliaro. Sur un texte de Pierre Bourgault, il compose en 1973 la chanson « Pepsi Forever » pour le chanteur Steve Fiset qui est alors au sommet de sa carrière. Puis, il se décide à graver ses propres compositions, et il enregistre un album qui paraît en 1974 sous le titre de « Angie ». Le microsillon inclut les chansons « Oiseau de nuit », « Je ne sais pas du tout », « Rose Bang » et surtout « Pas fou », un texte signé par le parolier Luc Plamondon et qui marque le début de la collaboration d’Angelo Finaldi avec la chanteuse Nanette Workman.

### Auprès deNanette Workman
À partir de 1975 et pendant plusieurs années, Angelo Finaldi travaille avec Nanette Workman, comme musicien mais aussi comme compositeur et parfois comme auteur. Il partage aussi, pendant un moment, la vie privée de la chanteuse rock. Parmi les chansons qu’il compose pour elle, on retient les succès suivants : « Pas fou », que Nanette reprend de Finaldi lui-même, puis, entre 1975 et 1977, « Lady Marmalade » (pour le texte en français), « Danser, danser », « Super Lady », « Baby Boom », « Donne, donne », « Compte sur moi », « Ce soir on m’invite », « Je suis tannée » et « J’ai le goût de baiser ». Plus tard, en 1983, après un temps d’arrêt et une rupture amoureuse, le duo se retrouve (pour le travail uniquement) et Finaldi compose encore pour Nanette, notamment les chansons suivantes : « Dracula », « Billy » et « Un homme », sur l’album « Call Girl ».

### Auprès deNicole Martin
Parallèlement à son travail auprès de Nanette, Angelo Finaldi se lie d’amitié avec la chanteuse Nicole Martin et lui compose à elle aussi une série de grands succès. Leur collaboration débute en 1976 avec les chansons Vers minuit, C’est bon de faire l’amour et surtout le blues sensuel Au nom de l'amour, trois titres parus sur l'album de Nicole intitulé L'Hymne à l'amour. Puis, cette collaboration s'intensifie dès 1977 avec l'album Je lui dirai qui contient quatre chansons au style « groove » signées par Angelo Finaldi sur des paroles de Jocelyne Berthiaume, et enregistrées à Los Angeles, aux célèbres Record Plant Studios. Rien n'est impossible, Bravo, Maintenant ou jamais et Prends-moi deviennent des classiques du répertoire de Nicole Martin. Par la suite, cette dernière passe plus d'une année à voyager pour sa carrière (en France et au Japon notamment), mais dès son retour au Québec en 1979, elle collabore de nouveau avec Finaldi, qui lui signe l'un de ses plus grands succès à vie : Laisse-moi partir, paru sur l'album du même nom et dont le texte est signé par Pierre Létourneau. Angelo Finaldi lui compose aussi le succès disco Tu donnes et je prends, ainsi que les chansons Tout seul au monde, Liberté, Où aller ?, Qu'est-ce qu'on va faire ? et Tendrement doucement. Plus tard, en 1982, il lui signe Vivre ma vie sur des paroles de Mouffe et en 1986, il compose de nouveau pour elle sur un texte de Pierre Létourneau et de Nicole Martin elle-même, la chanson Pars dont les profits sont remis à des organismes venant en aide aux femmes victimes de violence conjugale. Enfin, en 1987, il lui donne le titre Téléphone-moi demain.

### Auprès deGeorges Thurstondit Boule Noire
Seul ou avec le compositeur Hovaness 'Johnny' Hagopian, Angelo Finaldi compose de nombreux titres pour Boule Noire entre 1978 et 1980. Parmi les chansons les plus importantes, on retient Il me faut une femme sur un texte de Pierre Létourneau, puis J'ai besoin d'amour, Discomania, Veux-tu danser ?, Haïti et On est si bien, toutes sur des paroles de Thurston lui-même.

### Auprès deMartine St-Clair, deRobert Charleboiset de Walter Rossi
Au début des années 1980, Angelo Finaldi travaille auprès du parolier Luc Plamondon à lancer la carrière de la jeune chanteuse Martine St-Clair. Pour elle, il lui compose les chansons Oublie-moi, Pleure, ma petite sœur, Laisse tomber et surtout Tout va trop vite qui devient l'un des premiers succès de Martine. Ces titres figurent sur le premier album de la chanteuse, lancé en 1982 et intitulé Cœur ordinateur. Finaldi participe aussi aux arrangements musicaux du disque. L'année suivante, en 1983, il compose pour Robert Charlebois les chansons Pape Music et Consomme, consomme, deux titres qui figurent sur l'album Robert Charlebois : J'taime comme un fou. À cette époque, il compose aussi pour Walter Rossi les chansons Slowdown, Slowdown et Woman, Sweet Woman.

### Auprès deDiane Dufresne
En 1982, le parolier Luc Plamondon fait de nouveau appel à Angelo Finaldi et à ses talents de musicien et de compositeur, mais cette fois-ci, pour travailler auprès de Diane Dufresne sur son album Turbulences. Pour la diva québécoise, il compose Good-bye Rocky et surtout La dernière enfance qui obtient beaucoup de succès. Deux ans plus tard, en 1984, il signe la totalité des musiques de l'album Dioxine de Carbone et son rayon rose, un « opéra-cartoon » dont le livret est écrit par Luc Plamondon. Parmi les chansons à retenir de cet album à la fois étrange et particulier, on note Rockeuse, Survoltée, Délinquante et Tout était rose (enfermez-la !). Il est à noter aussi que ce disque va marquer la fin du tandem Dufresne-Plamondon.

### Auprès deDiane Juster, deMario Pelchatet deMarc Drouin
En 1987, Angelo Finaldi compose pour Diane Juster les chansons Crazy Love et S'il te plaît. L'année suivante, en 1988, le chanteur Mario Pelchat fait un retour au disque après quelques années d'absence. Pour ce faire, l'artiste fait appel à Angelo Finaldi qui lui compose plusieurs chansons en collaboration avec le compositeur Hovaness 'Johnny' Hagopian. Sur des textes de Pelchat lui-même, les titres Ailleurs et Reste-là connaissent le succès et permettent au chanteur d'effectuer un retour réussi au sein du showbiz québécois. D'autres chansons de cette période sont aussi composées par Finaldi, dont L'otage, Un amant et Si tu veux. Finaldi participe aussi à la pré-production de l'album de Mario Pelchat. À l'arrivée des années 1990, il travaille avec le chanteur Marc Drouin en lui composant la quasi-totalité de son album intitulé Showman (Crack Cowboy, Les jours se suivent, Hey p'tit gars...).

### Le retour en2000
Après s'être fait très discret vers la fin des années 1990, Angelo Finaldi refait surface à l'an 2000 avec Blues Gitan, un projet de pop manouche mené par le guitariste et chanteur Denis Violletti. La formation endisque deux albums en 2003 et 2004. En 2010, il se décide à revisiter ses origines italiennes en enregistrant un album intitulé Wop-Pow-Wow. Pour ce projet à la fois coloré et original, qui donne dans le jazz, le funk, le folk, le blues et le swing manouche, il est accompagné entre autres des guitaristes Benoît Charest et Stéphane Tellier ainsi que de la chanteuse Betty Bonifassi et de sa fille Coco Finaldi, venue de l'ouest canadien expressément pour son père. Le projet ayant attiré l’attention du public et des critiques, Finaldi a pour but d'enregistrer sous peu une suite à ce disque.
Il est à noter qu’en 2003, les chansons Rien n'est impossible de Nicole Martin et Danser, danser de Nanette Workman ont été reprises par les jeunes artistes de la première version québécoise de Star Académie ainsi que sur l’album qui en découle. La première chanson a été interprétée en duo par Marie-Élaine Thibert et Maritza Bossé-Pelchat, et la seconde par Émily Bégin, permettant ainsi à ces deux titres composés par Angelo Finaldi de connaître un nouveau souffle.
À l'automne 2011, le soir du gala de la SOCAN, la chanson Laisse-moi partir (1979) dont il a composé la musique pour Nicole Martin est intronisée au Panthéon des Classiques de la SOCAN pour avoir été diffusée plus de 25 000 fois à la radio.

## Discographie

### Albums
- 1969 : Québécois (La Révolution Française) (Trans-Canada)
- 1974 : Angie (Disques London - Deram)
- 2003 : La route de la soie (Blues Gitan) (Disques Mosaïque)
- 2004 : Eccoci (Blues Gitan) (Disques Mosaïque)
- 2010 : Wop-Pow-Wow (Disques Milagro)
- 2012 : Désoriented Voyage (Disques Artic)

### Simples
- 1969 : Québécois (La Révolution Française) (Trans-Canada)
- 1974 : Pas fou (Disques London - Deram)

### Livres
- 1978 : Pierre Brousseau, «Nicole Martin, une étoile est née» (Éditions Héritage)
- 1992 : Robert Thérien et Isabelle D’Amours, «Dictionnaire de la musique populaire au Québec de 1955 à 1992» (Institut québécois de recherche sur la culture)
- 2008 : Mario Bolduc, «Nanette Workman, rock’n romance» (Libre Expression)